# Catlins Lake
Der Catlins Lake, Maori Kuramea, ist ein See in der Region Otago auf der Südinsel von Neuseeland.

## Geographie
Der sehr flache und teilweise verlandete Catlins Lake befindet sich rund 1,6 km südlich der kleinen Ortschaft Owaka und rund 5 km von der Küste zum Pazifischen Ozean entfernt. Der See zählt damit noch zu den Ausläufern der Catlins, einer Berglandschaft im Südosten der Südinsel. Der rund 4,2 km² große See erstreckt sich über eine Länge von rund 3,8 km in Ost-West-Richtung und verfügt über eine maximale Breite von 1,38 km. Von Westen trägt der Catlins River seine Wässer zu und nach Osten schließt sich das ebenfalls flache Gewässer des Catlins Estuary an sowie zur Küste hin ein kurzer weiterer Flussverlauf des Catlins River, der rund 5 km östlich des Sees in den Pazifischen Ozean mündet.